# José Armándola
José Armándola, bürgerlich: Wilhelm August (Willi) Lautenschläger (* 27. Februar 1880 in Bonn am Rhein; † 22. Dezember 1949 in Bad Imnau) war ein deutscher Komponist und Pianist. Weitere Künstlernamen von ihm waren Edwin Haller, A. Nippon, Udo Türmer und James Wanson.

## Leben und Wirken
Wilhelm August Lautenschläger war seit 1906 in Berlin als Pianist tätig. Als Komponist konnte er in den Jahren zwischen 1920 und 1930 mit einem breiten Spektrum an Musikstücken aufwarten: dazu zählen ein Singspiel, mehrere Werke für Männerchor, sinfonische Skizzen, Ballettmusik, Ouverturen und Klavierstücke. Vor allem aber wurde er bekannt durch Unterhaltungsmusik, vorwiegend exotisierender Faktur, die er unter seinem dazu passend gewählten südländisch klingenden Pseudonym José Armándola veröffentlichte. Thematisch fallen dabei seine Vorlieben für den Süden und den Orient auf, die sich in seinen Stücktiteln niederschlagen. Daneben verstand er sich aber auch bodenständig.
Lautenschlägers Kompositionen wurden durch namhafte Tanz- und Salon-Orchester seiner Zeit wie Marek Weber, Paul Godwin, Willy Rosé-Petösy und Ferdy Kauffman interpretiert und auf der Grammophonplatte festgehalten. Auch in den Musikprogrammen des Rundfunks waren sie, ob live im Studio gespielt oder “vom Wachs” (von der Wachsplatte), bald fester Bestandteil.
In der Geschichte des Musikverlags Bosworth wird José Armándola neben Albert W. Ketèlbey, Joseph Engleman und Montague Ewing auch als Komponist von Filmmusik genannt. Armándola schrieb Illustrationsmusiken für Kinotheken, z. B. für die „Rialto“-Serie von »Roehrs Filmillustration« und die »Preis-Kino-Bibliothek« des Verlags Heinrichshofen in Magdeburg. Auch auf Grammophonplatten verbreitet wurde sein „Ben Hur-Marsch“, der bei C. M. Roehr in Berlin erschienen ist. Dieser und einige Tanzstücke waren außerdem auch auf Notenrollen für elektrische Klaviere zu haben. Lautenschläger besorgte auch die Bearbeitung der Komposition, die Austin Egen für den 1926 gedrehten Rhein- und Wein-Film „Die Loreley“ geliefert hat. Sein Wirken als Filmillustrator bezeugt auch die Verwendung seiner Komposition The Trapezist in einem Kompilationsfilm, welchen das Wochenschauarchiv der Schwedischen Filmindustrie 1950 zum Andenken an König Gustav V. zusammenstellte.
Gestorben ist Lautenschläger am 22. Dezember 1949 in Bad Imnau. Von seinen 4 Kindern wurde sein Sohn Wilhelm (25.05.1903 in Bonn am Rhein; † 06.08.1992 ebenda) ebenfalls Komponist, Klavier- und Gitarrenlehrer.

## Werke (Auswahl)

### Noten
- Ballet moderne : Suite. Komponist: José Armándola. Verlag/Firma: Berlin: Bosworth Musikverlag, Auslieferer Hamburg: Edition Wilhelm Hansen, Administration: Int. Musikverlage Hans Sikorski.
- Blauer Pavillon : andalus. Serenade = Pavillon bleu / Musik: José Armándola. Arr.: Heinz Gengler. Komponist: Lautenschläger, Willi. Beteiligt: Gengler, Heinz [Bearb.]. Verlag/Firma: London, Bonn [u. a.] : Bosworth c 1987. Gesamttitel : Hohner aktuell. Anmerkungen : Für Akkordeon-Orchester. - Partitur: 14 S., 30 cm; Best.-Nr. AO 2021 - Titel auch in engl. u. franz. Sprache.
- Erinnerung an Kairo : Suite orientale. Komponist: José Armándola. Verlag/Firma: Berlin: Bosworth Musikverlag. Auslieferung: Hamburg: Edition Wilhelm Hansen, Administration: Int. Musikverlage Hans Sikorski.
- Primavera : Argentinische Serenade. Komponist: Willi Lautenschläger. Verlag/Firma : München: G. Ricordi / Otto Junne Musikverlag
- Wir steigen auf das Gamselhorn : Rheinländer / Musik: Willi Lautenschläger. Bearb.: Harro Steffen. Text: Richard Bars. Komponist: Lautenschläger, Willi. Klavier-, Akkordeon-Ausg. Verlag/Firma: Köln : Polyphon-Musikverlag, c 1976.

### Tondokumente
- Ach Krause! : Couplet / José Armandola. Lucie Bernardo, Vortragskünstlerin mit Orchesterbegleitung. Stradivari-Record G 5071 (mx. 2035) (C12 5 26)
- Ben Hur-Marsch / José Armándola. Paul Godwin mit seinem Künstler-Ensemble. Grammophon 19 613 (mx. 82 bi) - ca. 1926
- Bei Lied und Wein : I. u. II. Teil / José Armandola. Salon-Orchester Ferdy Kauffman. Ultraphon A 670 (mx. 15 426/27) - Oktober 1930
- Blauer Pavillon. Andalusische Sérenade / José Armándola. Barnabás von Géczy mit seinem Orchester vom „Esplanade“. Parlophon B. 48 231 (mx.133 617) - Oktober 1932

### Kino-Kompositionen
- Agitato. Für erregte dramatische Szenen. Verfolgung. [= Roehrs Filmillustration, Rialto-Serie 1] Berlin: Roehr 1927
- Allegro brioso. Für erregte und Verfolgungsszenen. Berlin: Roehr
- Ballettszene [= Preis-Kino-Bibliothek 33] Verl. Heinrichshofen, Magdeburg.
- Ben Hur-Marsch. Berlin: Roehr
- Furioso. Für erregte und Aufruhrszenen [= Roehrs Filmillustration, Rialto-Serie 2] Berlin: Roehr 1927
- Mysterioso. Für Verschwörung, Diebstahl, Verrat, Gespensterszenen. [= Roehrs Filmillustration, Rialto-Serie 6] Berlin: Roehr 192
- Sturmmusik. [= Roehrs Filmillustration, Rialto-Serie 4] Berlin: Roehr 1927[20]

### Werke und Tondokumente seines Sohnes Willi August
- Leuchtender Herbst. Berlin: Ries&Erler, 1936.
- Pußta-Tango für Jazzorchester. Berlin: Meisel, 1939.
- Rosita Pepita für Jazzorchester. Berlin : Boccaccio, 1939.
- Strahlender Sommer. Berlin: Ries&Erler, 1939.
- Eine Nacht in Palermo ... : Lied u. Tango / T.: W. A. Lautenschläger. Komponist: Lautenschläger, Willi A. F. Ges. m. Klav. m. Bez. Verlag/Firma: Berlin : Florida-Musikverl. [1952] Umfang 4 S. ; 4º
- Eine Nacht in Palermo : Tango / Willi A. Lautenschläger. Heinz Huppertz mit seinem großen Tanz-Turnier-Orchester und Hammond-Orgel. Odeon O-28 094 (mx. PBe 14 302-1) - April 1951